# HD 17864
HD 17864，又名CD-40 736，SAO 216065、HR 853，是一颗恒星，视星等为6.36，位于銀經248.01，銀緯-62.21，其B1900.0坐标为赤經2h 46m 55.8s，赤緯-40° -62.21′ 40″。